# جراردو برودیا
جراردو برودیا (انگلیسی: Gerardo Berodia؛ زادهٔ ۶ ژوئن ۱۹۸۱) بازیکن فوتبال اهل اسپانیا است.
از باشگاه‌هایی که در آن بازی کرده‌است می‌توان به باشگاه فوتبال لگانس، باشگاه فوتبال پومفرادینا، باشگاه فوتبال لوگو، و باشگاه فوتبال زامورا اشاره کرد.